# Otomen
Otomen (オトメン(乙男?) è un manga giapponese scritto da Aya Kanno e pubblicato dal 25 marzo 2006 al 26 novembre 2012. Simile ad altre opere precedenti della Kanno, la serie è divenuta molto popolare. Dal manga è stato tratto nel 2009 un dorama intitolato Otomen.

## Media

### Manga
Il manga è scritto e illustrato Citada Aya Kanno ed è stato serializzato sulla rivista per manga shōjo Bessatsu Hana to yume dal 2006 al 26 novembre 2012. I capitoli sono stati raccolti in diciotto volumi tankōbon da Hakusensha pubblicati dal 19 gennaio 2007 al 18 gennaio 2013. In Italia il manga è stato inizialmente pubblicato da parte di Planeta DeAgostini dal 21 dicembre 2008 al 9 agosto 2009 ma a causa del fallimento della divisione manga italiana non arriva alla sua conclusione. Solamente nel 2013 la casa editrice RW Edizioni sotto etichetta Goen lo ha ripubblicato a partire dal primo volume dal 30 aprile 2013 al 21 dicembre 2020.
Viz Media ha licenziato la serie per la sua etichetta Shojo Beat. L'editore francese Delcourt ha acquisito i diritti di Otomen per l'edizione in lingua francese e ha pubblicato il primo volume il 24 settembre 2008 e l'ultimo il 13 novembre 2013. In Spagna l'editore Planeta DeAgostini detiene i diritti della serie e ha pubblicato il primo volume nel dicembre 2008, mantenendo come titolo Otomen. Ad aprile del 2011 sono stati pubblicati nove volumi.

#### Volumi
| Nº | Titolo italiano Giapponese 「Kanji」 - Rōmaji | Data di prima pubblicazione              | Data di prima pubblicazione |
| Nº | Titolo italiano Giapponese 「Kanji」 - Rōmaji | Giapponese                               | Italiano |
| 1  | Otomen 1 「オトメン 1」 - Otomen 1            | 19 gennaio 2007 ISBN 978-4-592-18414-0   | 21 dicembre 2008 (Planeta DeAgostini) 30 aprile 2013 (Goen) ISBN 978-84-674-6584-6 (Planeta DeAgostini) ISBN 978-88-6712-111-3 (Goen) |
| 2  | Otomen 2 「オトメン 2」 - Otomen 2            | 18 maggio 2007 ISBN 978-4-592-18415-7    | 25 gennaio 2009 (Planeta DeAgostini) 22 giugno 2013 (Goen) ISBN 978-84-674-6585-3 (Planeta DeAgostini) ISBN 978-88-6712-105-2 (Goen)  |
| 3  | Otomen 3 「オトメン 3」 - Otomen 3            | 19 settembre 2007 ISBN 978-4-592-18416-4 | 28 febbraio 2009 (Planeta DeAgostini) 10 agosto 2013 (Goen) ISBN 978-84-674-7122-9 (Planeta DeAgostini) ISBN 978-88-6712-147-2 (Goen) |
| 4  | Otomen 4 「オトメン 4」 - Otomen 4            | 18 dicembre 2007 ISBN 978-4-592-18417-1  | 22 marzo 2009 (Planeta DeAgostini) 28 settembre 2013 (Goen) ISBN 978-84-674-7123-6 (Planeta DeAgostini) ISBN 978-88-6712-160-1 (Goen) |
| 5  | Otomen 5 「オトメン 5」 - Otomen 5            | 18 aprile 2008 ISBN 978-4-592-18418-8    | 31 maggio 2009 (Planeta DeAgostini) 25 gennaio 2014 (Goen) ISBN 978-84-674-7735-1 (Planeta DeAgostini) ISBN 978-88-6712-173-1 (Goen)  |
| 6  | Otomen 6 「オトメン 6」 - Otomen 6            | 19 agosto 2008 ISBN 978-4-592-18419-5    | 9 agosto 2009 (Planeta DeAgostini) 22 febbraio 2014 (Goen) ISBN 978-84-674-7736-8 (Planeta DeAgostini) ISBN 978-88-6712-187-8 (Goen)  |
| 7  | Otomen 7 「オトメン 7」 - Otomen 7            | 19 marzo 2009 ISBN 978-4-592-18737-0     | 30 aprile 2014 (Goen) ISBN 978-88-6712-112-0                                                                                          |
| 8  | Otomen 8 「オトメン 8」 - Otomen 8            | 24 agosto 2009 ISBN 978-4-592-18738-7    | 3 maggio 2014 (Goen) ISBN 978-88-6712-392-6                                                                                           |
| 9  | Otomen 9 「オトメン 9」 - Otomen 9            | 18 settembre 2009 ISBN 978-4-592-18739-4 | 30 agosto 2014 (Goen) ISBN 978-88-6712-249-3                                                                                          |
| 10 | Otomen 10 「オトメン 10」 - Otomen 10         | 19 febbraio 2010 ISBN 978-4-592-19200-8  | 13 dicembre 2014 (Goen) ISBN 978-88-6712-271-4                                                                                        |
| 11 | Otomen 11 「オトメン 11」 - Otomen 11         | 17 settembre 2010 ISBN 978-4-592-19221-3 | 28 marzo 2015 (Goen) ISBN 978-88-6712-304-9                                                                                           |
| 12 | Otomen 12 「オトメン 12」 - Otomen 12         | 18 febbraio 2011 ISBN 978-4-592-19222-0  | 30 aprile 2015 (Goen) ISBN 978-88-6712-390-2                                                                                          |
| 13 | Otomen 13 「オトメン 13」 - Otomen 13         | 19 agosto 2011 ISBN 978-4-592-19223-7    | 20 giugno 2015 (Goen) ISBN 978-88-6712-346-9                                                                                          |
| 14 | Otomen 14 「オトメン 14」 - Otomen 14         | 20 gennaio 2012 ISBN 978-4-592-19224-4   | 10 febbraio 2017 (Goen) ISBN 978-88-6712-398-8                                                                                        |
| 15 | Otomen 15 「オトメン 15」 - Otomen 15         | 20 aprile 2012 ISBN 978-4-592-19431-6    | 21 ottobre 2017 (Goen) ISBN 978-88-6712-506-7                                                                                         |
| 16 | Otomen 16 「オトメン 16」 - Otomen 16         | 20 settembre 2012 ISBN 978-4-592-19432-3 | 21 settembre 2020 (Goen) ISBN 978-88-6712-923-2                                                                                       |
| 17 | Otomen 17 「オトメン 17」 - Otomen 17         | 18 gennaio 2013 ISBN 978-4-592-19433-0   | 31 ottobre 2020 (Goen) ISBN 978-88-6712-9454-                                                                                         |
| 18 | Otomen 18 「オトメン 18」 - Otomen 18         | 18 gennaio 2013 ISBN 978-4-592-19434-7   | 21 dicembre 2020 (Goen) ISBN 978-88-6712-963-8                                                                                        |

### Dorama
Nel numero di luglio 2009 della rivista Bessatsu Hana to yume, testata in cui veniva pubblicato Otomen, venne annunciato un dorama live action, il quale sarebbe stato presentato in anteprima sulla televisione giapponese il 1º agosto 2009. Kaho interpreta Ryo mentre Masaki Okada ricopre il ruolo di Asuka. La sigla di chiusura è Lover Soul 〜lover soul〜 (ラバソー〜lover soul〜?, Rabasō 〜 ravuā sōru 〜) cantata da Kō Shibasaki. Un libro fotografico dedicato al dorama è stato distribuito da Hakusensha nel settembre 2009 con il titolo Otomen (otsu otoko) Ofisharu Foto Bukku (オトメン(乙男)オフィシャルフォトブック?).

## Accoglienza
Simile ai primi lavori della Kanno, la serie è diventata piuttosto popolare, ottenendo un punteggio elevato sia nelle classifiche settimanali a fumetti di Tohan che in quelle di Oricon. I sette volumi disponibili in Giappone a maggio 2009 hanno venduto oltre 2,5 milioni di copie. In America, nel primo trimestre del 2009, il manga è stato elencato come la terza serie shōjo più venduta, mentre si è classificato al tredicesimo posto nella categoria generale.